# Abbott-Detroit
Abbott-Detroit (Ебботт-Детройт) — з 1909 року американський виробник автомобілів. Штаб-квартира знаходиться в Детройті, штат Мічиган. У 1910 році компанію купує Едвард Гербер. У 1918 році компанія припинила виробництво автомобілів.

## Заснування компанії. Початок виробництва автомобілів
Фірма «Ебботт-Детройт» була заснована в 1909 році Чарльзом Ебботтом.
Спочатку він не став нічого мудрувати і виробляв автомобіль з одним лише 5-місним кузовом, з моторами теж все було просто, його «Модель А» оснащувалася покупним 30-сильним 4-циліндровим двигуном об'ємом 3.7 л від фірми «Континентал». Щоб прорекламувати свою продукцію, Ебботт наймає Чарьза Персифаля, який повинен намотати 100000 миль на автомобілі, рекламуючи його як «понаднадійний», для цього Персифаль 3 рази мотається через всі США, спочатку від кордону до кордону, потім — від берега до берега, тим самим довівши надійність автомобілів.

## Abbott-Detroit у власності Едварда Гербера

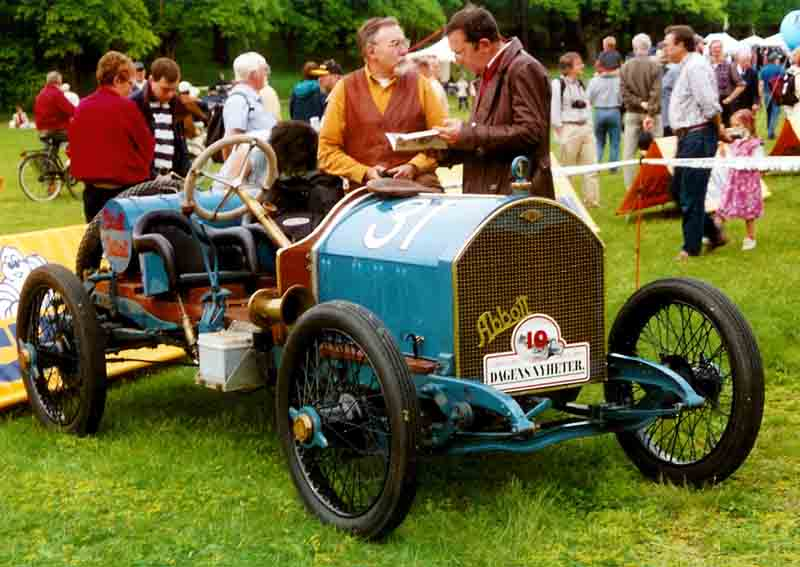
Abbott-Detroit Modell B Roadster

В 1910 році Ебботт продає свою фірму Едварду Герберу, той продовжує випускати автомобілі під маркою засновника. У тому ж 1910 році автомобіль завойовує перше місце в гонках «Файрмонт Парк» на підйом в гору в Філадельфії. Однак Гербер через рік розширює модельний ряд до 5-ти різних кузовів, шасі і мотор залишаються тими ж, машина отримує індекс «Модель Б». В тому ж 1911 році автомобілі цієї марки успішно виступають на «кубку Вандербілда».
У 1912 році він збільшує базу автомобілів на 30 см і ставить більш потужні 44-сильні мотори об'ємом 5.7 л.
Проте вже в кінці року з'являються дві нові моделі, які приходять на зміну колишнім, вони також оснащуються покупними моторами фірми «Континентал». Це моделі 34-40 з 4.6 л і 44-50 з мотором 5.7 л, останні цифри в індексі означають потужність в к.с.. Саме з цими машинами фірма «Ебботт» починає комплектувати серійно свої автомобілі електричним стартером і електричними фарами спереду і ззаду, а мотори отримують електронне подвійне запалювання фірми «Бош». Завдяки таким нововведенням фірма зуміла продати за 1913 рік 1800 автомобілів. Однак на сьогоднішній день збереглося всього 6 машин цих серій.
В 1914 році Гербер перейменовує слабшу модель в «Модель К», попутно скорочуючи шасі на 25 см, більш потужна машина отримує індекс L, разом з цим нарешті з'являється 6-циліндрова модель — F, яка має потужність в 60 сил і об'єм 5.7 л, як і у моделі L.

## Abbott-Detroit у власності Палмерса
Через рік Гербер продає фірму Палмерсу, який перейменовує фірму в Consolidated Car Co, правда машини продовжують продаватися під колишнім ім'ям. Через рік фірма переїжджає з Детройта в більший завод в місті Клівленд, з цього моменту приставка «Детройт» втрачається в назві марки, машини називаються просто «Ебботт».
Разом з тим Палмерс міняє виробничу програму, йдуть у небуття 4-циліндрові моделі, з'являється 8-циліндровий мотор об'ємом 5.4 л фірми Herschell-Spillman, потужністю 80 сил, до речі, «Херман-Шпільман» була другою американською фірмою після «Пірлесс», яка побудувала V8, ця фірма також прославилася своїми каруселями.
6-циліндрова модель отримала новий мотор об'ємом 3.7 л (він трохи зменшився), але потужність залишилося колишньою, в 44 сили, вона отримала також нові шасі і позначення 6-44.
Продаючи ці машини, фірма має непоганий попит на них, і протягом 1916 року компанія виробляє по 15-20 машин в день.

## Припинення виробництва автомобілів. Закриття компанії
Із вступом США у війну у виробничій гамі залишається тільки 6-циліндрова модель. На початку 1918 року з'являється модель 6-62 з 5.0 мотором, а в квітні 1918 року фірма оголошує себе банкрутом, всього за ці роки вона зуміла випустити 12 200 автомобілів, які сьогодні є по-справжньому рідкісними.

## Список автомобілів Abbott-Detroit
- 1909 — Abbott-Detroit Modell A
- 1911 — Abbott-Detroit Modell B
- 1912 — Abbott-Detroit Modell C
- 1913 — Abbott-Detroit 34-40
  - Abbott-Detroit 44-50
- 1914 — Abbott-Detroit Modell K
  - Abbott-Detroit Modell L
  - Abbott-Detroit Modell F
- 1916 — Abbott 8-80
  - Abbott 6-44
- 1918 — Abbott 6-62